# Hypoestes sanguinolenta
Hypoestes sanguinolenta là một loài thực vật có hoa trong họ Ô rô. Loài này được (Van Houtte) Hook. f. mô tả khoa học đầu tiên năm 1865.